# (آر) -۲-متیل-سی‌بی‌اس-اکسازابورولیدین
(آر)-۲-متیل-سی‌بی‌اس-اکسازابورولیدین (به انگلیسی: (R)-2-Methyl-CBS-oxazaborolidine) یک ترکیب شیمیایی است. شکل ظاهری این ترکیب، مایع بی‌رنگ و زرد کمرنگ است.